# Trisuloides nigerrima
Trisuloides nigerrima är en fjärilsart som beskrevs av Max Wilhelm Karl Draudt 1950. Trisuloides nigerrima ingår i släktet Trisuloides och familjen Pantheidae. Inga underarter finns listade i Catalogue of Life.